# Фил Уудс
Филип Уелс Уудс (на английски: Philip Wells Woods) е американски джаз алто саксофонист, кларинетист, бендлидер и композитор. Музиката му е предимно бибоп. Остава в историята с повече от 200 композиции.

## Биография
Уудс е роден в Спрингфийлд, Масачузетс. Негов учител в музиката е Лени Тристано, упражняващ голямо влияние върху младия музикант, а по-късно Фил учи в Манхатънската школа по музика и в Джулиард (1948 – 1952). Приятелят му Джо Лопес го обучава на кларинет, тъй като в Джулиард няма специалност „саксофон“. Наричат го „Новата птица“ (Литъл Бърд), макар да не заимства изцяло от Чарли Паркър (Паркър, още преди времето на Уудс, бива наричан Бърд). Други творци от ранга на Сони Стит и Кенънбол Адърли също биват наричани Бърд, по различни времена от кариерата си.
През 1968 г. се преселва във Франция и води Юропиън Ритъм Машийн, с която се придържа към авангардния джаз. През 1972 г. се завръща в САЩ и прави квинтет, който с малки промени остава на сцената до 2004 година. Неговата тема е парчето How's Your Mama?
През 1979 г. Уудс прави записа More Live на изпълнение в Армадийо Уърлд Хедкуотърс в Остин, щата Тексас. Едно от най-известните му участия е като сайдмен на поп парчето Just the Way You Are на Били Джоуъл. Освен това свири алто саксофон за Стийли Ден в Doctor Wu от албума Katy Lied (1975), както и на Have a Good Time на Пол Саймън от Still Crazy After All These Years (1975 г.)
Макар предимно саксофонист, той е също така кларинетист, и неговите сола могат да бъдат открити в историята на записите му. Едно от тези кларинетни сола е в Misirlou от албума Into The Woods.
Уудс и Рик Чембърлейн, както и Ед Жубер, основават организацията Честване на изкуствата (ЧНИ) през 1978 г., след като една вечер са в бара Дир Хед Ин в Делауер Уотър Геп. Организацията по-късно се превръща в Делауер Уотър Геп – Честване на изкуствата. Първата им цел е да насърчават възприемането на джаза и неговите взаимовръзки с другите творчески дисциплини. Всяка година те организират фестивал в град Делауер Уотър Геп, през месец септември.
Музикантът се жени за Чен Паркър, вдовицата на Чарли Паркър, през 1957 г., и е доведен баща на Ким, дъщерята на Чен. На 4 септември 2015 г. Уудс прави концерт в чест на албума Charlie Parker with Strings в Манчестърската гилдия на занаятчиите, и в края на изпълнението обявява своето оттегляне от активния трудов живот. Умира на 29 септември 2015 г., когато е на 83 години.